# Ria van der Horst
Hendrika Anna Maria van der Horst, més coneguda com a Ria van der Horst   (Rotterdam, 10 d'agost de 1932) és una nedadora neerlandesa, ja retirada, especialista en esquena, que va competir durant les dècades de 1940 i 1950.
El 1948 va prendre part en els Jocs Olímpics d'Estiu de Londres, on fou cinquena en la prova dels 100 metres esquena del programa de natació. Quatre anys més tard, als Jocs de Hèlsinki, fou desqualificada en la final de la mateixa prova. En el seu palmarès destaca una medalla d'or en els 100 metres esquena del Campionat d'Europa de natació de 1950. El 1949 va establir un nou rècord del món en els 3x100 metres estils, juntament amb Nel Garritsen i Irma Schuhmacher.